# Agelanthus longipes
Agelanthus longipes é uma espécie de planta hemiparasita da família Loranthaceae, encontrada na Tanzânia, Moçambique e no Quénia.

## Habitat / ecologia
A. longipes é encontrada em florestas de terras baixas, bosques de Acácia e matas costeiras. Não há informações sobre os hospedeiros.